# Boeing Y1
Bei der Boeing Y1 handelt es sich um eine Studie des Yellowstone-Projektes des Flugzeugherstellers Boeing, um die Produktlinie 737 Next Generation zu ersetzen. Anstatt für Y1 entschied sich Boeing jedoch im August 2011 erst einmal, die 737 wegen des geringeren Zeit- und Kostenbedarfs mit den LEAP-1B-Triebwerken zur 737 MAX zu überarbeiten. Die Y1 ist auch als 737RS bekannt, wobei RS für Replacement Study steht.

## Entwicklung
Die Y1 ist Teil von Boeings Yellowstone-Projekt und ist kein Ableger der 737, sondern vielmehr ein komplett neues Flugzeug, welches allerdings einen großen Teil seiner Aufbautechnik von der 787 übernimmt. Die Verwendung neuer Technologien wie einem Rumpf aus Verbundwerkstoffen sowie energieeffizienter Triebwerke gilt als wahrscheinlich. Es wird erwartet, dass die Y1 eine breitere Kabine als die 737 oder der Airbus A320 haben wird, möglicherweise sogar mit zwei Gängen.

### Triebwerke
Der Triebwerkhersteller CFM International beabsichtigt das als Nachfolgemodell zur CFM-International-CFM56-Familie bekannte LEAP-X-Triebwerk für die Y1 anzubieten.
Während der Konkurrent International Aero Engines derzeit noch keine Angebote für ein geeignetes Triebwerk vorgelegt hat, arbeiten dessen Anteilseigner Rolls-Royce und Pratt & Whitney derzeit an ihren eigenen Studien für zukünftige Triebwerke des Y1 sowie des Airbus NSR.